# پسر تیوار
پسر تیوار (به تامیلی: Thevar Magan) فیلمی محصول سال ۱۹۹۲ و به کارگردانی باراتان است. در این فیلم بازیگرانی همچون سیواجی گانسان، کمال حسن، رواتهی، گائوتامی، نثار، کاکا راداکریشنان، وادیولو ایفای نقش کرده‌اند.